# إسحاق إف. هيوز
إسحاق إف. هيوز هو سياسي أمريكي، ولد في 29 يوليو 1861 في باولسبورو في الولايات المتحدة، وتوفي في 1931 في لوس أنجلوس في الولايات المتحدة. نشط حزبياً في الحزب الجمهوري.